# All Rise
All Rise – amerykański serial telewizyjny (dramat obyczajowy) wyprodukowany przez Shimmering Pictures, Skyemac Productions,Tall Baby Productions, Warner Bros. Television oraz CBS Television Studios, którego twórcą jest Greg Spottiswood. Serial jest emitowany od 23 września 2019 roku przez CBS.
Fabuła serialu opowiada o  życiu i pracy sędziów, prokuratorów i obrońców z urzędu, którzy pomagają mieszkańcom Los Angeles w zmaganiach z wadliwym systemem, współpracują z komornikami, urzędnikami i policją.

## Obsada

### Główna
- Simone Missick jako Lola Carmichael[2]
- Wilson Bethel jako Mark Callan[3]
- Jessica Camacho jako Emily Lopez[4]
- J. Alex Brinson jako Luke Watkins[5]
- Ruthie Ann Miles jako Sherri Kansky[6]
- Lindsay Mendez jako Sara Castillo[6]
- Marg Helgenberger jako  Lisa Benner[7]

### Role drugoplanowe
- Reggie Lee jako Thomas Choi[8]
- Nadia Gray jako Ria[8]
- Mitch Silpa jako Clayton Baker[9]

## Odcinki
| Sezon | Odcinki | Oryginalna emisja w CBS | Oryginalna emisja w CBS | Oryginalna emisja w | Oryginalna emisja w | Oryginalna emisja w |
| Sezon | Odcinki | Premiera sezonu         | Finał sezonu            | Premiera sezonu     | Finał sezonu        |                     |
| ----- | ------- | ----------------------- | ----------------------- | ------------------- | ------------------- | ------------------- |
| 1     | 21      | 23 września 2019        | 4 maja 2020             | —                   | —                   |                     |

### Sezon 1 (2019-2020)
| #  | Tytuł                                          | Reżyseria         | Scenariusz                          | Premiera w CBS       |
| -- | ---------------------------------------------- | ----------------- | ----------------------------------- | -------------------- |
| 1  | Pilot                                          | Michael M. Robin  | Greg Spottiswood                    | 23 września 2019     |
| 2  | Long Day's Journey into ICE                    | Michael M. Robin  | Gregory Nelson                      | 30 września 2019     |
| 3  | Sweet Bird of Truth                            | Anthony Hemingway | Sunil Nayar & Iturri Sosa           | 7 października 2019  |
| 4  | A View from the Bus                            | Bronwen Hughes    | Aaron Carter                        | 14 października 2019 |
| 5  | Devotees in the Courthouse of Love             | Michael M. Robin  | Shernold Edwards                    | 21 października 2019 |
| 6  | Fool for Liv                                   | Stacey K. Black   | Conway Preston                      | 28 października 2019 |
| 7  | Uncommon Women and Mothers                     | Paul McCrane      | Sunil Nayar                         | 4 listopada 2019     |
| 8  | Maricela and the Desert                        | Sheelin Choksey   | Mellori Velasquez                   | 18 listopada 2019    |
| 9  | How to Succeed in Law Without Really Re-trying | Cheryl Dunye      | Gregory Nelson                      | 25 listopada 2019    |
| 10 | Dripsy                                         | Patricia Cardoso  | Sunil Nayar & Aaron Carter          | 9 grudnia 2019       |
| 11 | The Joy from Oz                                | Claudia Yarmy     | Conway Preston                      | 16 grudnia 2019      |
| 12 | What the Constitution Greens to Me             | Steve Robin       | Shernold Edwards & James Rogers III | 6 stycznia 2020      |
| 13 | What the Bailiff Saw                           | Scott Ellis       | Gregory Nelson                      | 20 stycznia 2020     |
| 14 | Bye Bye Bernie                                 | Michael M. Robin  | Mellori Velasquez                   | 3 lutego 2020        |
| 15 | Prelude to a Fish                              | Steve Robin       | Aaron Carter                        | 10 lutego 2020       |
| 16 | My Fair Lockdown                               | David Harp        | Conway Preston                      | 17 lutego 2020       |
| 17 | I Love You, You're Perfect, I Think            | Paul McCrane      | Gregory Nelson                      | 9 marca 2020         |
| 18 | The Tale of Three Arraignments                 | Claudia Yarmy     | Denitria Harris-Lawrence            | 16 marca 2020        |
| 19 | In the Fights                                  | Stacey K. Black   | Mellori Velasquez                   | 6 kwietnia 2020      |
| 20 | Merrily We Ride Along                          | Cheryl Dunye      | Gregory Nelson, Aaron Carter        | 13 kwietnia 2020     |
| 21 | Dancing at Los Angeles                         | Michael M. Robin  | Greg Spottiswood, Gregory Nelson    | 4 maja 2020          |

## Produkcja
Pod koniec lutego 2019 roku ogłoszono, że  Jessica Camacho otrzymała rolę jako Emily Lopez. W marcu 2019 roku poinformowano, że Wilson Bethel, J. Alex Brinson, Marg Helgenberger, Simone Missick, Lindsay Mendez oraz Ruthie Ann Miles dołączyli do obsady dramatu. 10 maja 2019 roku, stacja CBS zamówiła serial na sezon telewizyjny 2019/2020. W sierpniu 2019 roku ogłoszono, że Reggie Lee i Nadia Gray otrzymali role powracające w serialu. W kolejnym miesiącu poinformowano, że Mitch Silpa otrzymał rolę jako Clayton Baker. Na początku maja 2020 roku, stacja CBS zamówiła drugi sezon.